# Abubakar Ibn Umar Garbai El-Kanemi du Borno
Abubakar Ibn Umar Garba Al Amin El-Kanemi Shehu du Borno (né le 13 mai 1957) est le Shehu, ou dirigeant traditionnel, de l'émirat de Borno, au nord-est du Nigeria.

## Carrière
Shehu Abubakar Ibn Umar Garbai El-Kanemi (fils de Shehu Umar Ibn Abubakar Garbai de Borno ) est le Shehu du Borno depuis 2009. Il nait à Damagum, dans l'État de Yobe, le 13 mai 1957. Il fréquente le Government College Maiduguri pour ses études secondaires et, en 1975, est admis au Centre de formation du personnel de Potiskum, où il obtient le certificat intermédiaire de gouvernement local. Il rejoint le gouvernement de l’État de Borno en 1976. Par la suite, il fréquente l'École polytechnique de Kaduna (1978-1982) et l'Université Ahmadu Bello de Zaria (1986), où il obtient un diplôme avancé en administration locale. Il devient secrétaire permanent aux ministères des Finances (1993), des Travaux publics et du Logement et des Affaires locales et de la chefferie (2008).
El-Kanemi est marié à trois femmes et père de 15 enfants.

## Règne

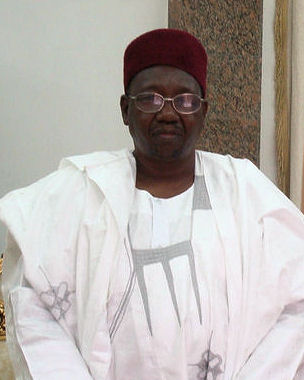

Le gouverneur de l'État de Borno, Ali Modu Sheriff, l'a officiellement nommé Shehu le 2 mars 2009. Deux jours plus tard, le 4 mars 2009, il reçoit l'investiture des Kanuri (bayatu en langue Kanuri).
Après son accession au pouvoir, la communauté Yoruba s'est engagée à soutenir pleinement El-Kanemi pour assurer la coexistence pacifique des différents groupes ethniques et religieux de l'État de Borno.
Dans son premier discours public après sa nomination, El-Kanemi a critiqué le gouvernement pour son incapacité à lutter contre la pauvreté, tout en exhortant la population de Borno à renoncer à la mendicité comme mode de vie et à rechercher un emploi rémunérateur.